# Багатирська сільська рада
| Багатирська сільська рада — орган місцевого самоврядування у Великоновосілківському районі Донецької області з адміністративним центром у с. Багатир. Сільській раді були підпорядковані населені пункти: - с. Багатир - с. Зелений Кут - с. Новоукраїнка - с. Олексіївка |

## Склад ради
Рада складалася з 20 депутатів та голови.

## Керівний склад сільської ради
| ПІБ                           | Основні відомості                                                                       | Дата обрання | Дата звільнення |
| ----------------------------- | --------------------------------------------------------------------------------------- | ------------ | --------------- |
| Афендіков Олександр Семенович | Сільський голова, 1958 року народження, освіта, член Партії регіонів                    | 26.03.2006   | 31.10.2010      |
| Афендіков Олександр Семенович | Сільський голова, 1958 року народження, освіта середня спеціальна, член Партії регіонів | 31.10.2010   |                 |

Примітка: таблиця складена за даними джерела